# Spider (patience)
Pour les articles homonymes, voir Spider.
Spider est un jeu de cartes de type réussite, notamment disponible sur certaines versions de Microsoft Windows.

## Placement des cartes

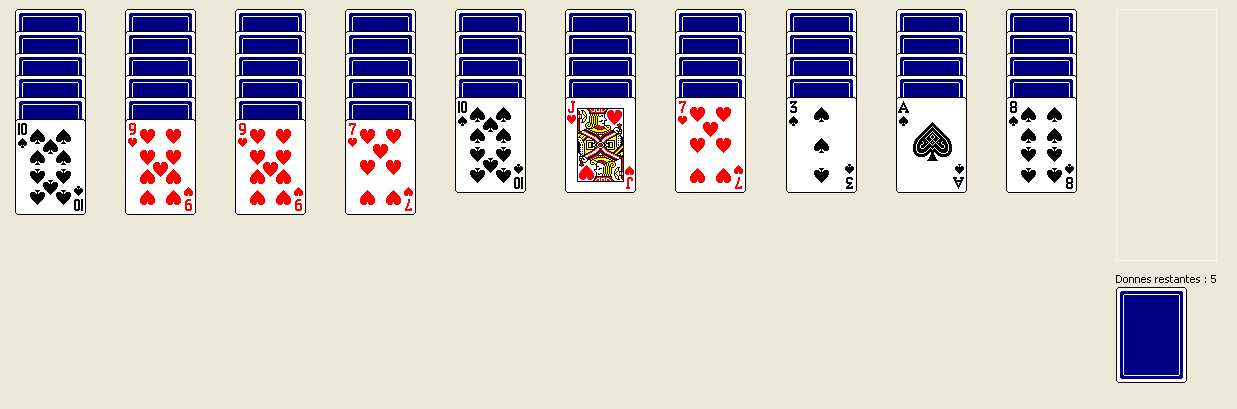
Placement des cartes au début de la patience

Spider se joue avec deux jeux de 52 cartes traditionnelles.
On étale 54 cartes sur 10 colonnes pour former le tableau (les 4 colonnes de gauche ont 6 cartes, et les 6 de droite en ont 5) et on forme un talon avec les 50 cartes restantes.
On peut aussi jouer avec 8 paquets de 52 cartes

## Déroulement de la partie
Le but est d'écarter toutes les cartes du jeu en un minimum de déplacements.
On peut déplacer une carte :
- soit sur une colonne vide ;
- soit sur une carte de rang immédiatement supérieur quelle que soit leur couleur.

On peut déplacer une série de cartes de la même couleur.
Lorsqu'aucune colonne n'est vide, lorsqu'on le désire ou si l'on ne peut plus faire aucun mouvement, alors on rajoute une rangée de cartes visibles à partir du talon, jusqu'à épuisement de celui-ci (5 donnes de 10 cartes).
Dès que l'on a une suite de l'as au roi (de bas en haut) de la même couleur, on la retire du jeu.

## Score
Le score commence à 500 points. Chaque déplacement, ou annulation d'un déplacement, réduit ce score d'1 point. Lorsqu'une suite est complète, elle est retirée du jeu et donne un bonus de 100 points.
Le score maximal théoriquement atteignable est donc de :
- 500 points initiaux
- 800 points pour le retrait des 8 suites
- - 12 × 8 pour constituer les 8 suites : pour chaque suite on ne déplace pas le roi, et l'on place dessus les 12 cartes de la dame jusqu'à l'as. (Bien sûr on ne peut le faire qu'avec beaucoup de chance.)

Total 500 + 800 - 12×8 = 1204.